# Proyecto Cruce Marítimo del Sur

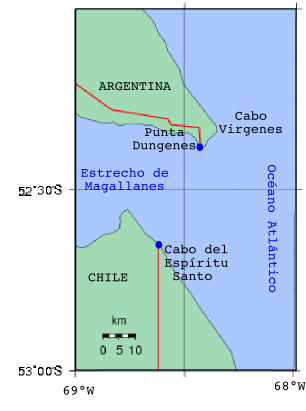
En esta área donde el Estrecho de Magallanes abre su boca hacia el Atlántico debería erigirse esta obra de infraestructura.

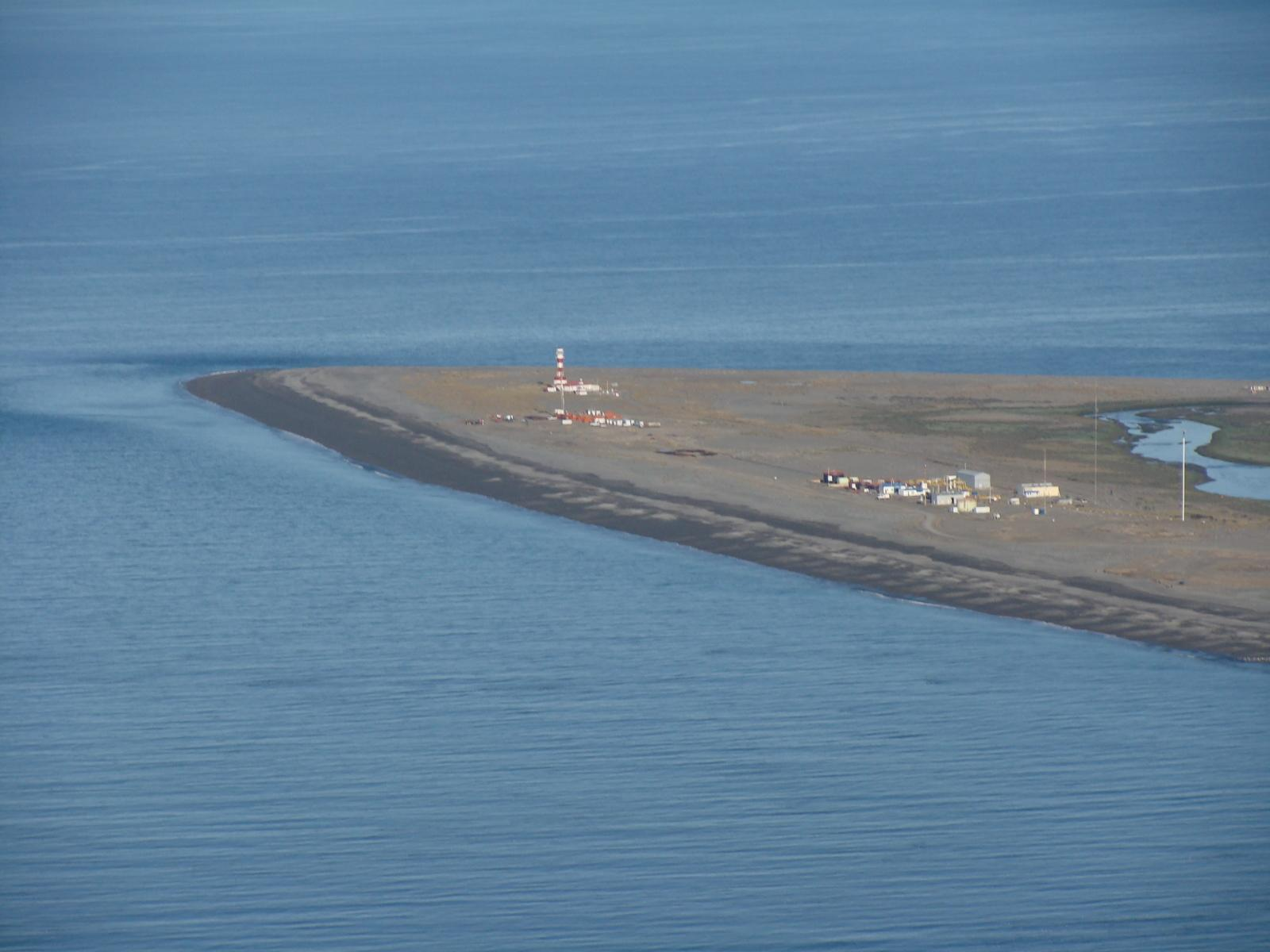
Punta Dungeness; una de las cabeceras continentales postuladas.

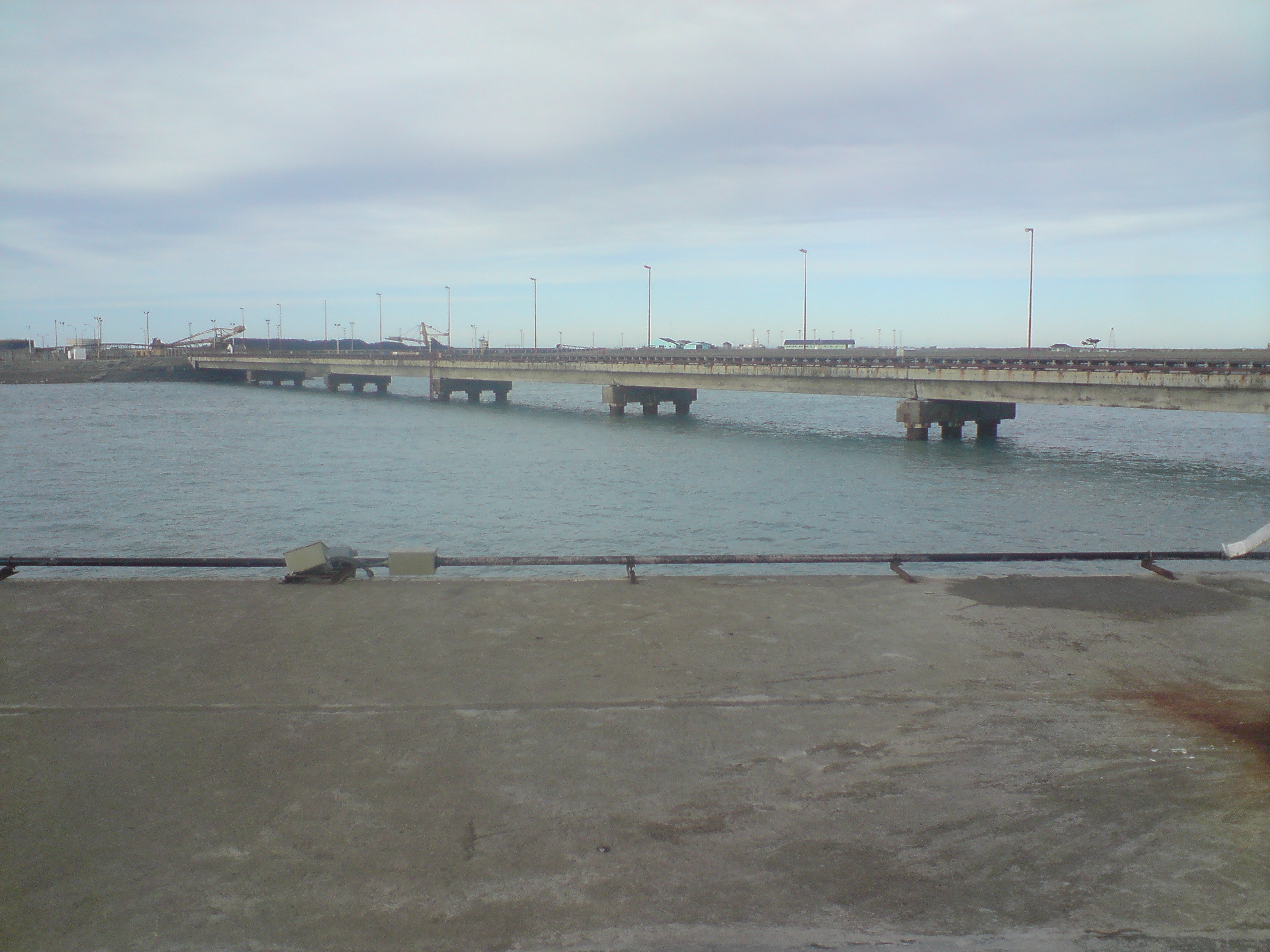
Muelle Presidente Illia, en el puerto de punta Loyola; una de las cabeceras continentales postuladas.

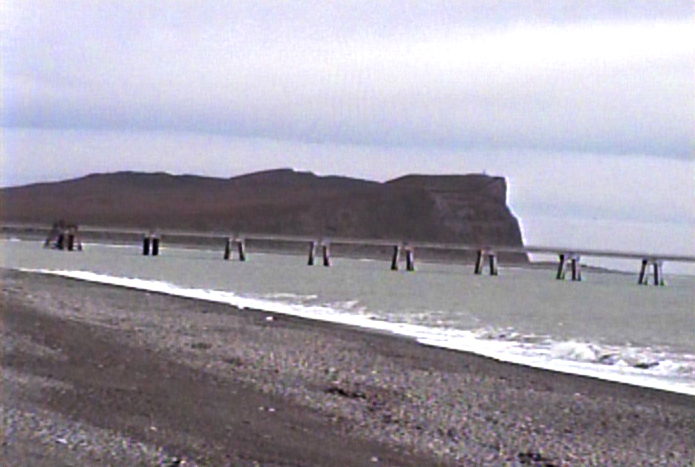
Delante del cabo Domingo se observa el muelle del Puerto Caleta La Misión; una de las cabeceras insulares postuladas.

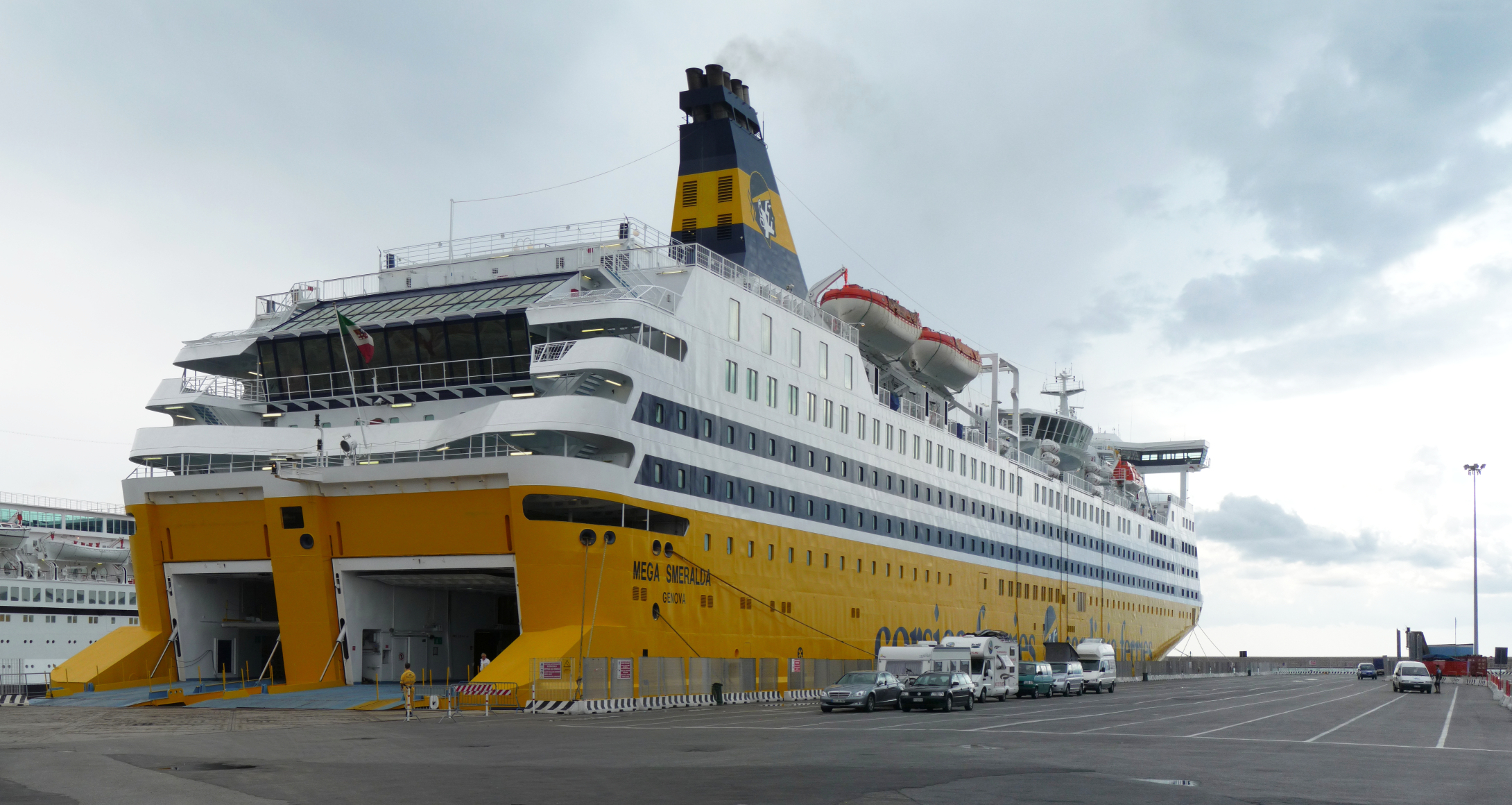
Un buque “roll on-roll off” (o Ro-Ro) del tipo apto para cubrir el servicio de este cruce, dependiendo de la trayectoria que se escoja.

Se denomina Cruce Marítimo del Sur, Corredor Marítimo Austral, Cruce Marítimo por Aguas Argentinas o Puente Naval Austral, a una obra de infraestructura proyectada por el estado argentino para ser llevada a cabo en el sector sureño de la Patagonia argentina en la cual, mediante un cruce marítimo en el área donde el estrecho de Magallanes abre su boca hacia el Atlántico, se pueda lograr el objetivo de interconectar la red de caminos del extremo austral continental de dicho país con la de la porción insular fueguina argentina, uniendo así el sur de la provincia de Santa Cruz con el norte de la de Tierra del Fuego, Antártida e Islas del Atlántico Sur. El elevado costo y las dificultades que plantea a la navegación el hostil clima regional ha impedido hacer realidad la que históricamente ha sido la más deseada meta a alcanzar por los habitantes argentinos del archipiélago de Tierra del Fuego: cruzar al continente sin los inconvenientes que depara atravesar territorio chileno, hoy único modo de poder hacerlo.

## Generalidades
Esta obra busca el objetivo de unir por ruta a las provincias argentinas de Santa Cruz y de Tierra del Fuego, Antártida e Islas del Atlántico Sur al soldar la red vial continental de ese país con el que actualmente es extremo septentrional de la Ruta Nacional 3 (en el Hito 1 de la progresiva kilométrica 2673,95) en la sección argentina de la isla Grande de Tierra del Fuego. Esto evitaría la actual obligatoriedad física para poder hacerlo de atravesar carreteras sobre territorio chileno (de la región de Magallanes y de la Antártica Chilena), mediante la Ruta CH-255 (de 57 km pavimentados en el lado continental, al norte del Estrecho de Magallanes) y la Ruta CH-257 (de 148 km totalmente pavimentados, en el lado insular, al sur del paso marítimo), a lo que hay que sumar el cruce del estrecho mediante un ferry que recorre los 4,65 km en el sector de Primera Angostura. Estos inconvenientes obligan a los fueguinos que viajan al continente a erogar mayores costos de combustible por el alargamiento del trayecto y a demoras al tener que efectuar trámites aduaneros en cuatro pasos fronterizos -dos al tener que salir del suelo argentino y otros dos al volver a entrar- (pasando a ser 8 si se suman los del regreso), lo que también encarece los insumos y productos que por vía terrestre salen o entran a la isla, complicando la logística, afectando la competitividad de la industria fueguina y haciendo que el costo de vida de los isleños sea tradicionalmente el más elevado del país.
Otro inconveniente es que actualmente algún problema que interrumpe el tránsito en el tramo chileno deja incomunicado al sector argentino de la isla, como ocurrió en enero del 2011, por el corte del tránsito vehicular por una protesta de habitantes chilenos que reclamaban ante un aumento del precio del gas.
La conexión terrestre sin salir de la jurisdicción argentina solo puede ser efectuada si se realiza un cruce naval del Estrecho de Magallanes por las aguas ubicadas en la boca oriental de ese canal bioceánico, la cual se abre al Atlántico. Para que esto pueda ser concretado deberán desarrollarse, tanto en la ribera continental como en la insular, costosas obras portuarias para que puedan operar buques de un sistema “roll on-roll off” (conocidos con el acrónimo de Ro-Ro) entre las dos cabeceras terminales, puntos de partida y destino de los ferris que transporten el tránsito vehicular, tanto de automóviles como de camiones.
El proyecto precisa de un estudio de factibilidad y la aprobación del estudio de impacto ambiental, además de la asignación de las partidas presupuestarias en el presupuesto nacional. Para realizar el cruce necesita la adquisición de dos ferris o buques porta rodantes. Su diseño es el resultado de debates y análisis de información, en el cual cooperaron el Astillero Río Santiago y su plantel de profesionales (quienes reclaman que los ferris a utilizar en el cruce sean allí construidos), la Federación Popular del Transporte de Tierra del Fuego, organismos nacionales como la Dirección Nacional de Vialidad (DNV), la Dirección Nacional de Migraciones, la Dirección General de Aduanas (DGA), la Universidad Tecnológica Nacional (UTN), la Facultad Regional Río Grande, la Universidad Nacional de la Patagonia Austral (UNPA), la Unidad Académica Río Gallegos (UARG), la Universidad Nacional de Tierra del Fuego, Antártida e Islas del Atlántico Sur (UNTDF), el Centro Austral de Investigaciones Científicas (CADIC), etc.

### Características climáticas y oceanográficas locales
Uno de los impedimentos para que todavía no se haya concretado esta obra es el escenario donde se producirían los cruces marítimos. Si bien es una zona fría y de intensas nevadas, uno de los problemas estribaría en ser de las regiones del mundo más ventosas, con ciclos de vientos fuertes de duración prolongada, soplando con alta velocidad y rafagosidad, con direcciones predominantes desde los cuadrantes oeste y sudoeste, siendo más frecuentes durante la primavera y el verano. También es afectada por grandes olas provenientes del mar Argentino que alcanzan alturas de 7 a 10 metros, con ondas que dificultan la circulación marítima. Por último, en el área se producen notables diferencias en las amplitudes diarias de mareas, las que en el caso de mareas extraordinarias pueden llegar a los 13 metros en una de las cabeceras continentales propuestas (estuario del río Gallegos), y de 8 m o más de diferencia entre pleamar y bajamar en sizigias de las cabeceras del sector fueguino, lo que se traduce en adaptaciones que obligadamente deberá contar la infraestructura portuaria para hacerla en todo momento operativa, amén de desarrollar intensos flujos de corrientes oceánicas direccionadas hacia y desde el estrecho, con velocidades que llegan hasta los 8 nudos en sizigias. 
Todas estas características, además de complicar la navegación durante buena parte del año, podrían llegar a interrumpir la posibilidad de realizar el cruce durante algunos días, lo que dependerá de los atributos de las instalaciones realizadas en las cabeceras y de las cualidades de las naves seleccionadas para este fin, ya que los ferris allí destinados deberían tener características que les permitan realizar su trayecto soportando estas condiciones adversas.

## Antecedentes históricos
Durante el siglo XX
En el año 1972, mediante el decreto Nº 2985 del Poder Ejecutivo Nacional de la Argentina, se creó una comisión especial dentro de la órbita del Ministerio del Interior de la Nación, para que evalúe la posibilidad de realizar una conexión directa entre Santa Cruz y la isla Grande de Tierra del Fuego por vía marítima.
Al año siguiente, el Ministerio de Economía de la Nación emite la Resolución Nº 743, por la que se crea una Comisión para estudiar la factibilidad de la obra, canalizándose a través de la Dirección de Transporte. Se analiza la conveniencia de utilizar un buque que navegue mediante el sistema de “overcraft” (en el cual el traslado es sobre un colchón de aire). También se descartó la opción de construir un puente, concluyéndose que la solución más efectiva son los buques “roll on-roll off”.
Estos antecedentes sirvieron para que en 1976 la Dirección de Construcciones Portuarias y Vías Navegables ordene a la Dirección General de Investigación y Desarrollo que realice un estudio para investigar las posibilidades de construir una terminal en punta Loyola y otra en San Sebastián.
En noviembre de 1981 se creó el Ente de Unión Territorial, entre cuyos objetivos se encontraba la concreción de esta conexión marítima. En ese año se realizó un estudio relativo a la construcción de puertos de operación en punta Dungeness y en cabo Espíritu Santo, junto con la adquisición de un trasbordador. El 22 de febrero de 1982 a la comisión de trabajo se suman otros organismos como el Servicio de Hidrografía Naval; sin embargo, ante el estallido de la guerra de las Malvinas, se abandona el proyecto.
Primera década del siglo XXI
Durante la gobernación de Carlos Manfredotti volvió a intentarse concretar la obra, ya con el sistema “roll on-roll off”, con cabeceras en punta Dungeness y un punto a determinar en el norte de la isla Grande, estando el emprendimiento enmarcado bajo la Ley “Pepe” (por el apellido del diputado Lorenzo Pepe). En el año 1996 se constituyó una comisión nacional para evaluarla, pero volvió a quedar en la nada.
El 20 de septiembre de 2007 Daniel Oscar Gallo presentó en la Cámara de Diputados de la Nación argentina un proyecto de resolución para que se disponga las medidas conducentes para la reactivación de esta obra bajo el nombre de “Puente Naval Austral” y con el sistema “roll on-roll off”, dispuesto por la Ley 23212, lo que se resolvió favorablemente, sin embargo, otra vez nada se hizo.
En ese mismo año, el por entonces presidente de la Argentina Néstor Kirchner, le envió una nota a Daniel Olivera (representante del Banco Interamericano de Desarrollo en el país), para como jefe de Estado propiciar las gestiones ante esa entidad para obtener los 250 millones de dólares indispensables para concretar las obras, cono parte del llamado “Proyecto de Integración del Corredor Austral”. Se utilizó como mecanismo jurídico-administrativo un dictamen del Ministerio de Economía y Producción de la Nación, el cual permitía continuar con los trámites para conseguir los montos que esa inversión demandaba. Tampoco esto logró llevarla a los hechos.
Segunda década del siglo XXI
En la segunda década del siglo XX el proyecto ganó un renovado impulso al serle otorgado el rango de “política de Estado”, gracias a que la ley que lo describe –la 26776– fue definitivamente sancionada (por unanimidad) por el Congreso de la Nación, en la votación hecha por la Cámara de Diputados el 31 de octubre de 2012. El 30 de marzo de 2011, el Senado ya había dado media sanción al proyecto elaborado por los senadores fueguinos José Carlos Martínez y María Rosa Díaz y presentado el 23 de febrero de 2011.
Para la ejecución de dicha ley, se publicó el 28 de julio de 2015 un decreto de necesidad y urgencia (DNU) firmado por la entonces presidenta Cristina Fernández de Kirchner, por el cual se constituyó el "Fondo Fiduciario del Cruce Marítimo Sur", el cual tendría una duración de 10 años, renovable, contados desde la integración de los bienes fideicomitidos. Se lo creó con un capital de 1000 millones de pesos. Dicho aporte se lograría gracias a la emisión de Letras del Tesoro a 42 meses de plazo.
Ya había sido anunciado el 23 de julio de 2015, junto con la firma del convenio entre el ministerio de economía de la nación y los gobernadores de las dos provincias involucradas. Durante los últimos días de su segunda presidencia, Cristina Fernández de Kirchner aprobó, por medio del DNU 2535/15, realizar el aporte de capital inicial, con el objetivo de integrar a la isla con el continente por medio de “buques portarrodantes”. Una vez que pueda lograrse, algunos sectores del tramo fueguino que hoy conforma la Ruta Nacional 3 pasarían a formar parte de la Ruta Nacional 40, la cual de este modo llegaría hasta Ushuaia. Este fideicomiso público busca el financiamiento de las obras a ejecutarse.
Sin embargo, luego de asumir la presidencia Mauricio Macri, desde el ejecutivo nacional una vez más se congeló el inicio de las obras, explicando que si Chile toma la decisión de construir un puente en la Primera Angostura del Estrecho, las molestias serán menores, sumado a la posibilidad de una negociación para la construcción de una vía rápida Argentina-Argentina.

## Opciones de cruce
Diversos estudios técnico-económicos intentan evaluar las distintas alternativas que se han barajado, buscando definir cuál sería la más adecuada según los rasgos de la región y el volumen que se desea transportar, además de que pueda ser financieramente realizable.
Cruce corto
La variante llamada “cruce corto” es la más costosa (200 a 300 millones de dólares), pues demanda erigir un nuevo puerto en el lado continental, en la costa oriental y argentina de la punta Dungeness (a unos 9 km al sur del acantilado del cabo Vírgenes), y otro en la ribera insular, en la costa al sur del cabo Espíritu Santo (cañadón Alfa/Beta). En esta modalidad, el costo del cruce es inferior, al ser menor la distancia a recorrer por la embarcación, a la vez que más rápida. El tramo entre esas dos cabeceras es de 41 kilómetros, En un proyecto similar, elaborado por los senadores fueguinos José Carlos Martínez y María Rosa Díaz, la cabecera se ubica en alguna playa apta entre Dungeness y Vírgenes, siendo de este modo la distancia entre los dos puertos de 21 a 24 millas náuticas (entre 39 y 44 km) recorrido que podría ser cubierto en el transcurso de 1:30 a 2:30 horas de navegación, según el tipo de embarcación que se desee emplear. Esto permitiría realizar varios viajes diarios, por lo que podría utilizarse embarcaciones de menor capacidad de carga. Para Fe.Po.Tra. (Federación Popular del Transporte) en cambio, la cabecera continental debe situarse en cabo Vírgenes.
Cruce intermedio
En la trayectoria intermedia se parte desde la cabecera continental ubicada en el puerto de Punta Loyola, a pocos kilómetros de Río Gallegos y se llega hasta el cañadón Alfa/Beta, al sur del cabo Espíritu Santo (al igual que en el cruce corto). El tramo entre esas dos cabeceras es de 160 kilómetros de distancia.
Cruce largo
La variante llamada “cruce largo” presenta como ventaja principal el más breve plazo de ejecución y un menor costo total, ya que utilizaría infraestructura portuaria y de accesos viales en su mayor parte ya construida en ambas cabeceras. Tiene el inconveniente de una mayor tarifa del pasaje, al ser el trayecto marítimo más largo (245 km) lo que redunda en una navegación más prolongada, de alrededor de 4 horas empleando una embarcación rápida, la que tendría una frecuencia de, al menos, un cruce diario en cada dirección, con servicio para pasajeros, automóviles y camiones.
Dentro de esta opción la elección del punto de partida continental es el santacruceño puerto de Punta Loyola, a pocos kilómetros de Río Gallegos. Del lado fueguino, el ferry debería viajar por las tempestuosas aguas australes mucho más hacia el sur, superando los bajo fondos de la bahía de San Sebastián hasta llegar al Puerto Caleta La Misión, a pocos kilómetros al norte de la ciudad de Río Grande, donde se colocaría la cabecera terminal insular.
El costo para adaptar la infraestructura portuaria (en especial adosarle pontones flotantes a los muelles) sería de U$S 30 millones por el de Loyola y U$S 70 millones en el de Caleta La Misión (en total: 100 millones de dólares), lo que podría concluirse en 30 meses de obra. Esta era la opción preferida durante la segunda administración nacional de la presidenta Cristina Fernández de Kirchner.